# هجوم فيتلاندا 2021
هجوم فيتلاندا 2021 في 3 مارس 2021 حوالي الساعة 15:00 بالتوقيت المحلي، طعن رجل يبلغ من العمر 22 عامًا سبعة أشخاص في فيتلاندا في السويد. نجا جميع الضحايا، وأصيب الجاني على يد الشرطة أثناء اعتقاله. أُدين بسبع تهم بالشروع في القتل بالإضافة إلى جريمة مخدرات بسيطة وحُكم عليه بالسجن مدى الحياة في يوليو 2021.

## الهجوم
قبل دقائق من الساعة 14:55 بالتوقيت المحلي بالقرب من أحد شوارع منطقة فيتلاندا الجنوبية السويدية قام رجل بطعن جماعي لمدة 19 دقيقة في الشوارع، مهاجمًا عشوائيًا للمشاة بسكين. تلقت الشرطة مكالمات الطوارئ الأولى في الساعة 14:54 بالتوقيت المحلي، مع وصول الدورية الأولى في الساعة 15:10. وبعد ثلاث دقائق أطلقت الشرطة النار على المهاجم وأصيب قبل أن يتم القبض عليه. قالت الشرطة إنه تم تحديد خمسة مواقع جريمة مختلفة، تفصل بينها مئات الأمتار.
خلص تحقيق الشرطة إلى أن الهجوم لم يكن عملا إرهابيًا. وجد تحقيق أجراه المجلس الوطني السويدي للطب الشرعي أن الجاني لم يكن يعاني من اضطراب عقلي حاد (وهو مصطلح قانوني سويدي) أثناء الهجوم. هذا يعني أنه يمكن إرساله إلى السجن عند إدانته بدلاً من مؤسسة للأمراض النفسية.

## الضحايا
طعن سبعة مدنيين. وُلدت أكبر ضحية عام 1945، وولد أصغرها عام 1985 وكانوا جميعًا رجالًا. تم نقل جميع المصابين بمن فيهم الجاني إلى المستشفى. كان ثلاثة منهم في البداية في حالة حرجة مهددة للحياة، أصيب اثنان بجروح خطيرة، واثنان آخران بجروح متوسطة، وشخص واحد بجروح طفيفة.

## مرتكب الجريمة
الجاني هو تميم سلطاني وهو أفغاني طلب اللجوء في السويد بزعم أنه يبلغ من العمر 22 عامًا وعاش في شقة في فيتلاندا. وفقًا للسجلات العامة تقدم بطلب للحصول على اللجوء في النرويج باستخدام جواز سفر أفغاني يقول إنه ولد في عام 1988. رفضت النرويج طلبه. ثم هاجر إلى السويد في عام 2018 وتقدم بطلب لجوء مرة أخرى، هذه المرة قائلاً إنه ولد في عام 1999. وحصل على تصريح إقامة مؤقتة تم تمديده لاحقًا. لم تقم مصلحة الهجرة السويدية بإعادته إلى النرويج وهو ما كان يجب أن يكون وفقًا لاتفاقية دبلن. انتقل إلى فيتلاندا في أبريل 2020 من بلدة قريبة. وفقًا لجيرانه كان يتحدث السويدية بشكل سيئ وليس لديه معرفة باللغة الإنجليزية، مما جعل التواصل معه صعبًا. كثيرا ما كان يساعده امرأة من الخدمات الاجتماعية. وكان قد سبق إدانته بجرائم مخدرات وكان معروفاً لدى الشرطة بارتكاب جرائم بسيطة.

## المحاكمة
تمت محاكمة سلطاني من قبل محكمة منطقة إيكشو لكن المحاكمة عقدت في مبنى شديد الحراسة لمحكمة يونشوبينغ الجزئية. بدأت المحاكمة في 21 مايو. وأدين بسبع محاولات قتل وجريمة مخدرات بسيطة. وحُكم عليه بالسجن المؤبد والترحيل من السويد ودفع تعويضات لكل ضحية طعن.